# چارتر هوایی

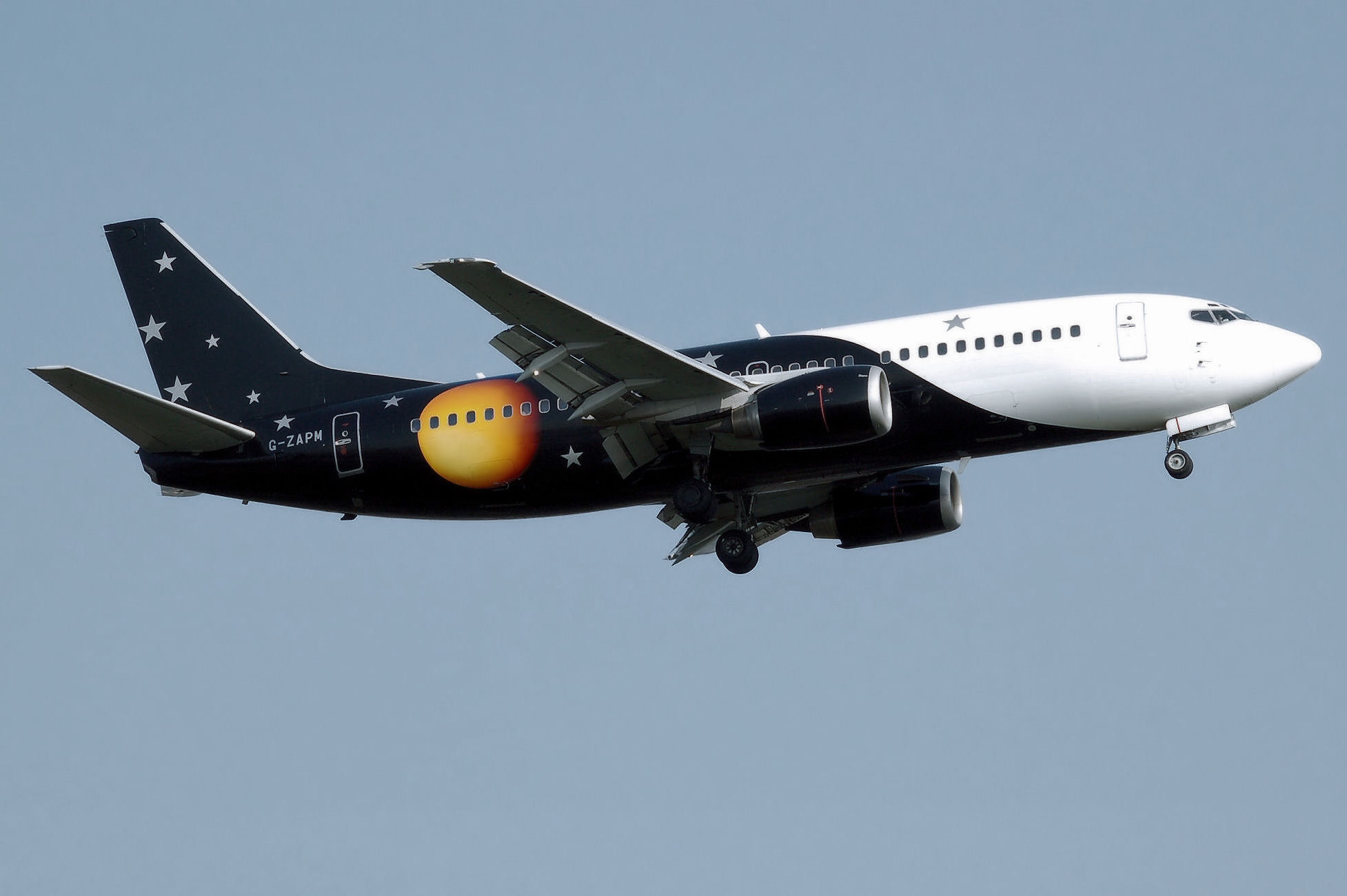
بوئینگ ۷۳۷ کلاسیک چارتر شده از سوی شرکت تیتان ایرویز

چارتر هوایی به معنی اجاره کل یک هواگرد است که مفهومی بر عکس خرید تک به تک بلیت صندلی دارد. در حالیکه یک شرکت هواپیمایی به دنبال فروش بلیط به صورت صندلی به صندلی است، شرکت‌های چارتری بر برنامه‌های سفر و هواپیماهای خصوصی مشخص، محموله‌های فوری یا حساس به زمان، آمبولانس هوایی و دیگر اشکال اد هاک هوایی تمرکز می‌کنند. بعضی شرکت‌های چارتری بازه بزرگی از وسایل حمل و نقل و هوایی مانند بالگرد یا جت تجاری را در اختیار می‌گیرند. دسته جت‌های تجاری شامل جت‌های توربوپراپ، جت‌های کوچک، جت‌های متوسط اندازه، سوپر جت‌های متوسط اندازه، جت‌های سنگین، جت‌های دوربرد و هواپیماهای مسافربری VIP می‌شود.

## آمار
در حال حاضر حدود ۱۵۰۰۰ جت تجاری در جهان وجود دارند. آمریکا بزرگ‌ترین و اروپا دومین بازار فروش این جت‌ها هستند. البته تقاضا در خاورمیانه، آسیا و آمریکای مرکزی در حال افزایش است.